# Tom Walker
Thomas Alexander Walker (* 17. prosince 1990 Kilsyth, Skotsko, Spojené království) je skotský zpěvák a textař. Ve věku 3 let se jeho rodina přestěhovala do Manchesteru. V dětství rozvíjel zájem o hudbu a poté se naučil hrát na několik hudebních nástrojů. V roce 2014 promoval na London College of Creative Media a poté se přestěhoval do domu s domácím studiem, kde ho objevila při zkoušce hudební značka Rentless Records. V březnu 2017 se stal Elvis Duran Artist of the Month a s písní Just You And I se poté objevil v pořadu Today od NBC. Jeho první EP Blessings bylo zveřejněno v květnu roku 2017. Ve spolupráci se skupinou Naughty Boy vydal píseň Heartland, která byla zařazena v srpnu do seznamu skladeb BBC Radio 1. V roce 2019 získal cenu Brit Awards za objev roku a jeho píseň „Leave a Light On“ byla také nominována na cenu nejlepší singl.

## Diskografie

### Alba
- What a Time to Be Alive (2019)
- I Am (2024)